# Trichoglottis pusilla
Trichoglottis pusilla — вид многолетних трявянистых растений из рода Трихоглоттис семейства Орхидные.
Вид не имеет устоявшегося русского названия, в русскоязычных источниках используется научное название Trichoglottis pusilla.
Английское название — The Tiny Trichoglottis.

## Синонимы
- Vanda pusilla Teijsm. & Binn., 1853basionym
- Trichoglottis cochlearis Rchb.f., 1883
- Trichoglottis pusilla f. fatoviciana Choltco, 2008

## Биологическое описание
Миниатюрное моноподиальное растение.
Стебель 10—12 см, но, как правило, короче.
Листья: мясистые, темно зеленые, 5,5—12,0 см в длину и до 1 см в ширину.
Корни тонкие.
Соцветие до 4 см длиной, несёт 2—5 цветков.
Цветки ароматные (аромат дневной, напоминает запах миндаля), 2,3 см в диаметре. Лепестки и чашелистики белые с тонкими поперечными пурпурными полосками. Губа зеленовато-желтоватая с тонкими карминовыми и коричневатыми отметинами. Шпорец 0,25 см в длину. Цветёт осенью-зимой. Продолжительность цветения около 10 дней.

## Ареал, экологические особенности
Ява и Суматра.
Эпифит на высоких, отдельно стоящих деревьях в условиях высокой освещённости в лесах на высотах от 1000 до 2000 метров над уровнем моря.
На Яве растения отмечались в западной и центральной частях острова на высоте 1500—1700 метров над уровнем моря. Наиболее обычны на востоке горы Jawy. Часто отмечаются на деревьях Engelhardtia spicata.
Зарегистрированные экстремальные температуры в местах естественного произрастания: 29°С и 6 °C.
Относительная влажность воздуха: 75—80 % в течение большей части года.
Осадки: от 51 мм в марте до 254 мм в августе.
Средние температуры (день/ночь) в течение года составляет 22—24 °C/12—14 °C.
Охраняемый вид. Входит в Приложение II Конвенции CITES. Цель Конвенции состоит в том, чтобы гарантировать, что международная торговля дикими животными и растениями не создаёт угрозы их выживанию.

## В культуре
Чаще используется посадка на блок.
Свет — рассеянный, 25000—35000 люкс, при наличии постоянного движения воздуха. Прямой солнечный свет может вызвать ожоги.
Ярко выраженного периода покоя нет. Trichoglottis pusilla круглый год содержат при высокой относительной влажности воздуха (75—80 %) с хорошей вентиляцией.. Полив может быть сокращён в зимний период, особенно в случае падения освещённости при коротком световом дне в умеренных широтах.

## Искусственныегибриды
По данным The International Orchid Register в гибридизации не использовался.